# Comportement sexuel
Pour des articles plus généraux, voir Comportement et Sexualité.
Vous pouvez aider à l'améliorer ou bien discuter des problèmes sur sa page de discussion.
- Le fond est à vérifier. Si vous venez d’apposer le bandeau, merci d’indiquer ici les points à vérifier. (Marqué depuis novembre 2020)
- Il fait référence à des sources qui ne semblent pas présenter la fiabilité et/ou l'indépendance requises. Vous pouvez aider, soit en recherchant des sources de meilleure qualité pour étayer les informations concernées, soit en attribuant clairement ces informations aux sources qui semblent insuffisantes, ce qui permet de mettre en garde le lecteur sur l'origine de l'information. (Marqué depuis novembre 2020)

- Archive Wikiwix
- Bing
- Cairn
- DuckDuckGo
- E. Universalis
- Gallica
- Google
- G. Books
- G. News
- G. Scholar
- Persée
- Qwant
- (zh) Baidu
- (ru) Yandex
- (wd) trouver des œuvres sur Wikidata

Vous pouvez aider à l'améliorer ou bien discuter des problèmes sur sa page de discussion.
- Son contenu est peut-être sujet à caution et doit absolument être sourcé. Si vous connaissez le sujet traité ici, vous pouvez le retravailler à partir de sources pertinentes en utilisant notamment les notes de bas de page. (Marqué depuis novembre 2020)

- Archive Wikiwix
- Bing
- Cairn
- DuckDuckGo
- E. Universalis
- Gallica
- Google
- G. Books
- G. News
- G. Scholar
- Persée
- Qwant
- (zh) Baidu
- (ru) Yandex
- (wd) trouver des œuvres sur Wikidata

Le comportement sexuel permet la reproduction des espèces animales sexuées. Ce comportement change d'une espèce à l'autre (annélides, insectes, poissons, oiseaux, mammifères…), en raison des différences de l'organisation du corps et du système nerveux. La morphologie du corps et surtout l'organisation du système nerveux déterminent les caractéristiques du comportement sexuel.
De nombreux facteurs, à différents niveaux, interviennent dans la dynamique du comportement sexuel : l'évolution (sélection naturelle, sélection sexuelle, hasard…), l'environnement (ressources, climat…), des facteurs biologiques (gènes, hormones, complexité du système nerveux…), des facteurs sociaux (taille et hiérarchie du groupe…) et des facteurs culturels.
Chez la plupart des animaux, il existe un comportement de reproduction : le but des activités sexuelles est la copulation.
Mais chez les primates et l'être humain, plusieurs facteurs biologiques qui contrôlent ce comportement de reproduction ont été modifiés au cours de l'évolution. Pour ces raisons, il existe aussi un comportement érotique : le but des activités sexuelles est la stimulation du corps et des zones érogènes. En simplifiant, les hominidés recherchent les activités sexuelles car elles procurent des plaisirs érotiques intenses.

## Description des facteurs
Le comportement sexuel dépend de nombreux facteurs :
- Les facteurs du passé :
  - Les facteurs de l'évolution, qui ont déterminé la structure biologique actuelle des organismes.
  - Pour les hominidés, et surtout pour l'être humain, le contexte culturel, hérité de l'Histoire.
- Les facteurs du présent :
  - Les facteurs neurobiologiques, facteurs du présent, qui déterminent le contrôle biologique et les possibilités d'activités sexuelles.
  - Les facteurs sociaux, qui déterminent la possibilité de réaliser le choix des partenaires.
  - Pour les hominidés, et surtout pour l'être humain, le facteur cognitif, à l'origine de croyances, de valeurs et de symboles qui transforment la sexualité.
  - Les facteurs environnementaux.

## Facteurs biologiques à l'origine des comportements sexuels
La dynamique des comportements (sexuels ou autres) est déterminée par un ensemble d'éléments en interaction :
- des signaux ;
- des récepteurs ;
- des centres de traitements ;
- des effecteurs ;
- des régulateurs.

### Récepteurs
La réalisation du comportement sexuel nécessite des signaux échangés par les partenaires.
Les récepteurs qui détectent ces signaux peuvent avoir différentes caractéristiques :
- caractéristiques structurelles :
  - récepteur simple, constitué par une molécule ou une cellule ;
  - récepteur complexe, constitué par un organe ou un système sensoriel.
- caractéristiques fonctionnelles :
  - récepteur spécifique, spécialisé pour détecter un signal précis ;
  - récepteur non spécifique, détecte un large spectre de signaux.
- contrôle des récepteurs :
  - récepteur continu, les signaux sont perçus continuellement ;
  - récepteur périodique, le signal ne peut être détecté qu'en période d'activité du récepteur.

### Centres de traitements
Le centre de traitement est le facteur le plus critique du comportement sexuel.
Les centres de traitement qui reçoivent les signaux peuvent avoir différentes caractéristiques :
- le nombre de neurones entre le récepteur et l'effecteur : plus le nombre est grand, plus le traitement de l'information est complexe, et moins la réponse est stéréotypée ;
- le nombre de neurones modulateurs connectés sur les neurones situés entre le récepteur et l'effecteur. Plus le nombre de neurones modulateurs est grand, plus la modulation de l'information est complexe ;
- l'existence de circuits spécialisés pour le traitement des informations sexuelles.

### Effecteurs
Les effecteurs biologiques sont constitués de cellules, de tissus ou d'organes, qui peuvent être spécialisés ou non. Ils servent soit à émettre des signaux sexuels, soit à réaliser le comportement sexuel.

### Signaux
Les signaux sexuels chimiques, dissous ou volatil (exemple des phéromones), sont les plus utilisés chez les animaux. Ils permettent l'échange, par le contact physique ou à distance, d'informations sexuelles simples. Les signaux sexuels visuels ou vocaux sont des signaux qui permettent l'échange, souvent à distance, d'informations sexuelles qui peuvent être très complexes.

### Régulateurs
Les régulateurs du comportement sexuel sont génétiques chez les organismes pluricellulaires, hormonaux chez vertébrés, et principalement neuraux chez les hominidés.

## Facteurs sociaux influençant les comportements sexuels
Dans un groupe social, le comportement sexuel dépend de l'organisation du groupe (petit ou grand groupe, harem…) et des hiérarchies existant dans ce groupe (femelle ou mâle dominants…). Toutes ces caractéristiques vont déterminer le choix des partenaires, et parfois les individus qui pourront s'accoupler.
Les principaux facteurs sociaux qui influencent le comportement sexuel sont :
- La taille du groupe, avec des petits ou des grands groupes.
- La hiérarchie sociale, avec des femelles ou des mâles dominants.
- La monogamie, la polygamie (harem), avec une compétition pour les femelles, ou la promiscuité sexuelle.
- L'existence d'un territoire, qui peut être défendu ou partagé, permanent ou temporaire.
- La caractéristique sédentaire de l'espèce ou l'existence de migrations.

Par exemple, les cerfs n'occupent un territoire (zone de brâme) que durant la période de reproduction. Chez les otaries, les mâles se battent pour obtenir un territoire et un harem de femelles ; les mâles qui n'ont pas de territoire sont exclus de la reproduction. Chez l'éléphant de mer, on a observé dans un groupe que les 4 mâles dominants étaient responsable de 88 % des accouplements, contre 12 % pour les 67 mâles dominés. Mais même dans ces groupes hiérarchisés ou polygames, il existe des préférences sexuelles entre certains partenaires.
Toutes ces caractéristiques ont une influence majeure sur les conditions qui vont rendre possible le comportement sexuel entre des individus.

## Description du comportement sexuel

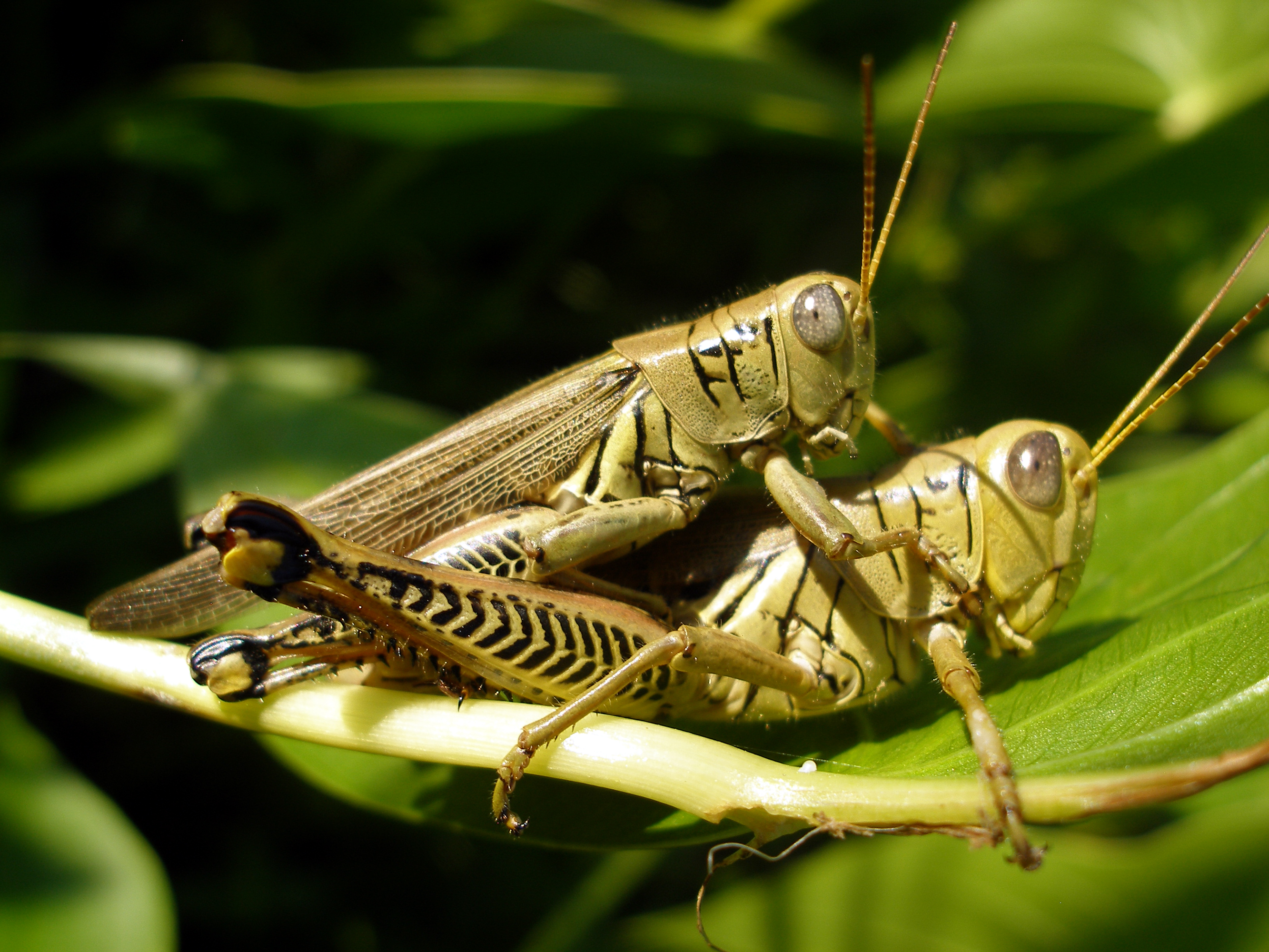
Copulation entre deux sauterelles, mâle et femelle

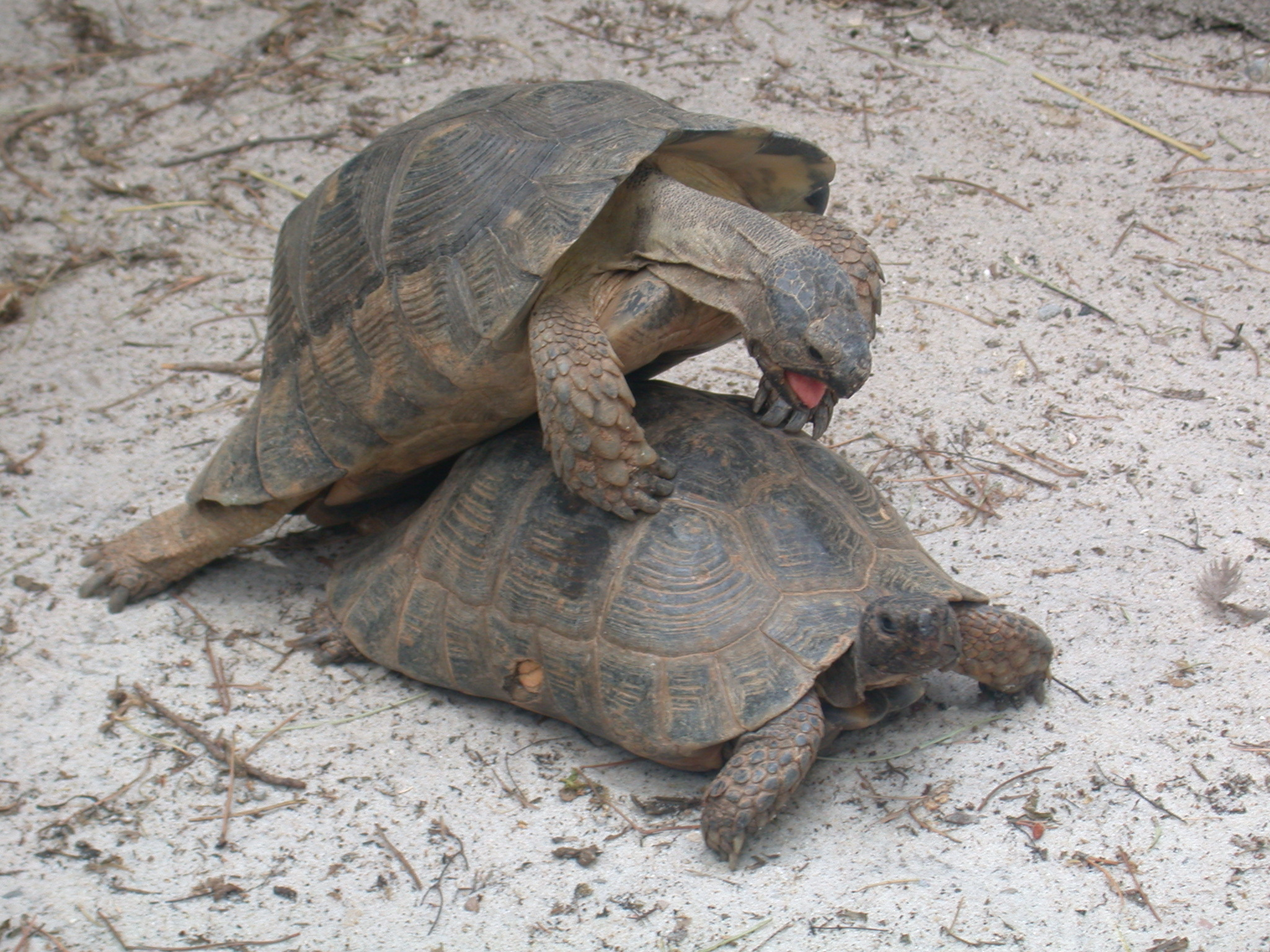
Copulation entre deux tortues, mâle et femelle

### Mammifères
Chez les mammifères, le comportement sexuel est contrôlé par cinq principaux facteurs biologiques innés :
- Hormones : des molécules qui circulent dans l'organisme afin de préparer, d'activer ou d'inhiber les organes et les circuits sexuels.
- Phéromones : des molécules qui transmettent des signaux et des informations entre les mâles et les femelles[3].
- Réflexes sexuels : des circuits neurobiologiques précablés qui contrôlent la copulation (lubrification vaginale, lordose ; érection, éjaculation…)[3].
- Renforcements / récompenses : système connecté en particulier aux zones érogènes primaires (pénis et clitoris), et à l'origine des apprentissages sexuels[3].
- Cognition : chez les mammifères non-primates, la cognition permet surtout d'optimiser la copulation.

#### Mammifères non-primates
Chez les mammifères inférieurs, le comportement de reproduction est un comportement fondamental qui permet la reproduction et donc la survie de l'espèce. Il permet, au cours de la copulation, de transmettre les spermatozoïdes de l'urètre du mâle au vagin de la femelle, ce qui permet la fécondation des gamètes et la reproduction. Les hormones et les phéromones sont les principaux facteurs qui contrôlent le comportement de reproduction.

#### Hominidés

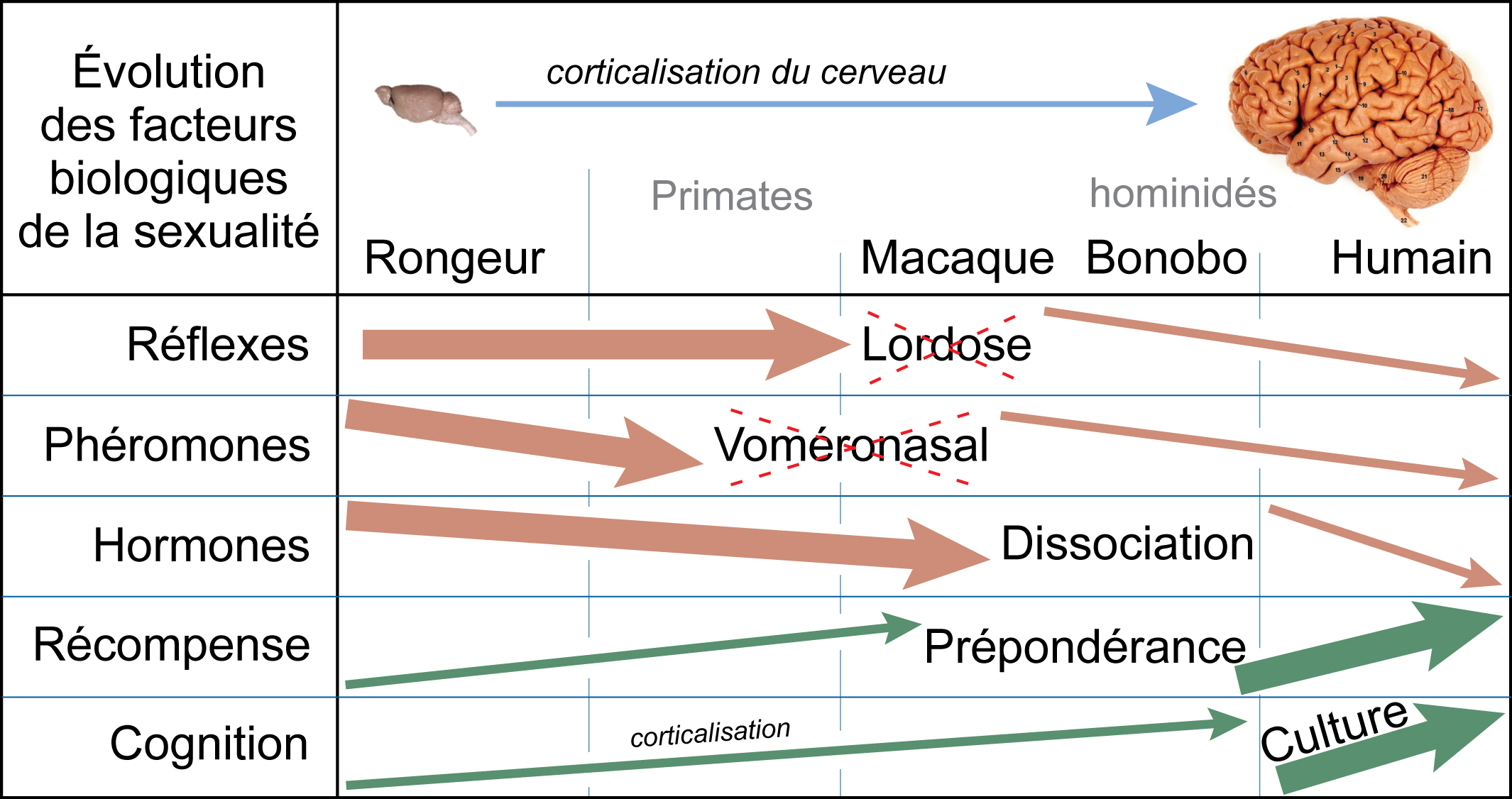
Évolution des principaux facteurs neurobiologiques qui contrôlent le comportement sexuel des mammifères. La sexualité des hominidés, et surtout de l'être humain, est la plus modifiée.

Chez l'être humain (et le Chimpanzé, le Bonobo, l'Orang outan et le Dauphin), le comportement sexuel n'est plus un comportement de reproduction, mais devient un comportement érotique. Au cours de l'évolution, l'importance et l'influence des hormones et des phéromones, sur le comportement sexuel a diminué. Au contraire, l'importance des récompenses est devenue majeure. Pour ces raisons, chez l'être humain, le comportement sexuel n'est plus organisé pour la copulation, mais pour la recherche des plaisirs érotiques, procurés par la stimulation du corps et des zones érogènes. Le coït vaginal (qui permet la fécondation et donc la reproduction) devient une activité érotique principalement apprise et préférée. Comme chez les Bonobos, la reproduction devient une conséquence indirecte des diverses activités érotiques.